# Chandril Sood
Chandril Sood (* 20. Februar 1991 in Ludhiana) ist ein indischer Tennisspieler.

## Karriere
Chandril Sood spielt hauptsächlich auf der ATP Challenger Tour und der ITF Future Tour. Im Doppel konnte er zwischen 2015 und 2017 elf Futuretitel gewinnen.
Seinen bislang einzigen Auftritt auf der ATP Tour hatte er zusammen mit seinem Bruder Lakshit Sood, mit dem er bei den Aircel Chennai Open in Chennai im Januar 2015 ein Doppelpaar bildete. Dort verloren sie ihre Erstrundenpartie als Ersatzspieler gegen Mahesh Bhupathi und Saketh Myneni im Match-Tie-Break.